# Dieter Zoern

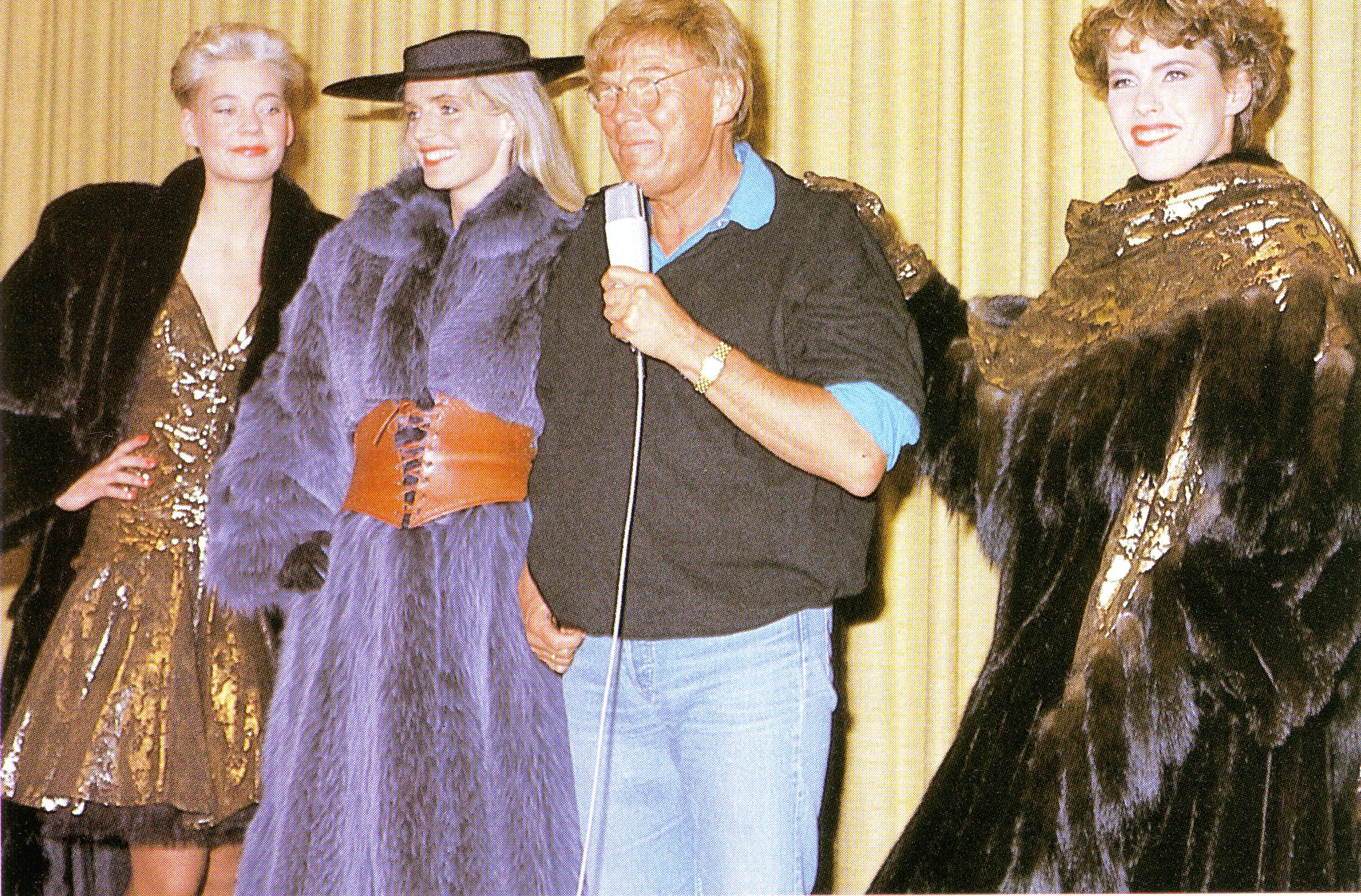
Dieter Zoern mit Teilen seiner Pelzkollektion (1986)

Dieter Zoern (* 13. Juni 1930 in Mecklenburg; † 24. September 2017 in Hamburg) war ein deutscher Pelzdesigner. Er galt laut dem Hamburger Abendblatt im Verlauf seiner über 40 Jahre währenden Tätigkeit in der Pelzbranche als „einer der bekanntesten Kürschner der Welt“. Bereits in dieser Zeit war er auch als Fotograf tätig. Nach der Aufgabe seines Pelzgeschäftes mit angeschlossener Kürschnerei widmete er sich ganz diesem Beruf.

## Kürschner und Pelzdesigner

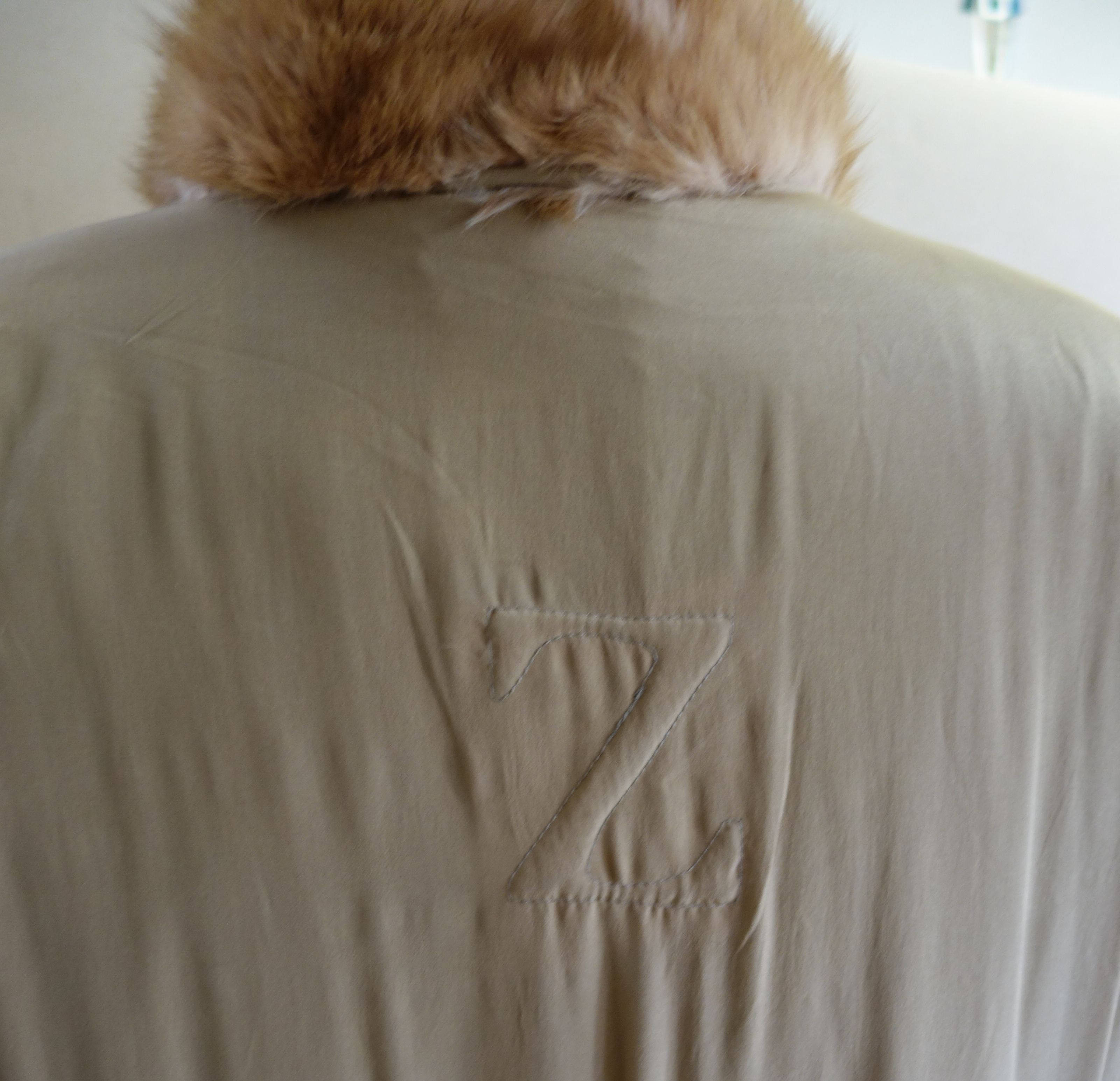
Zoern-„Z“ im Goldzobelmantel

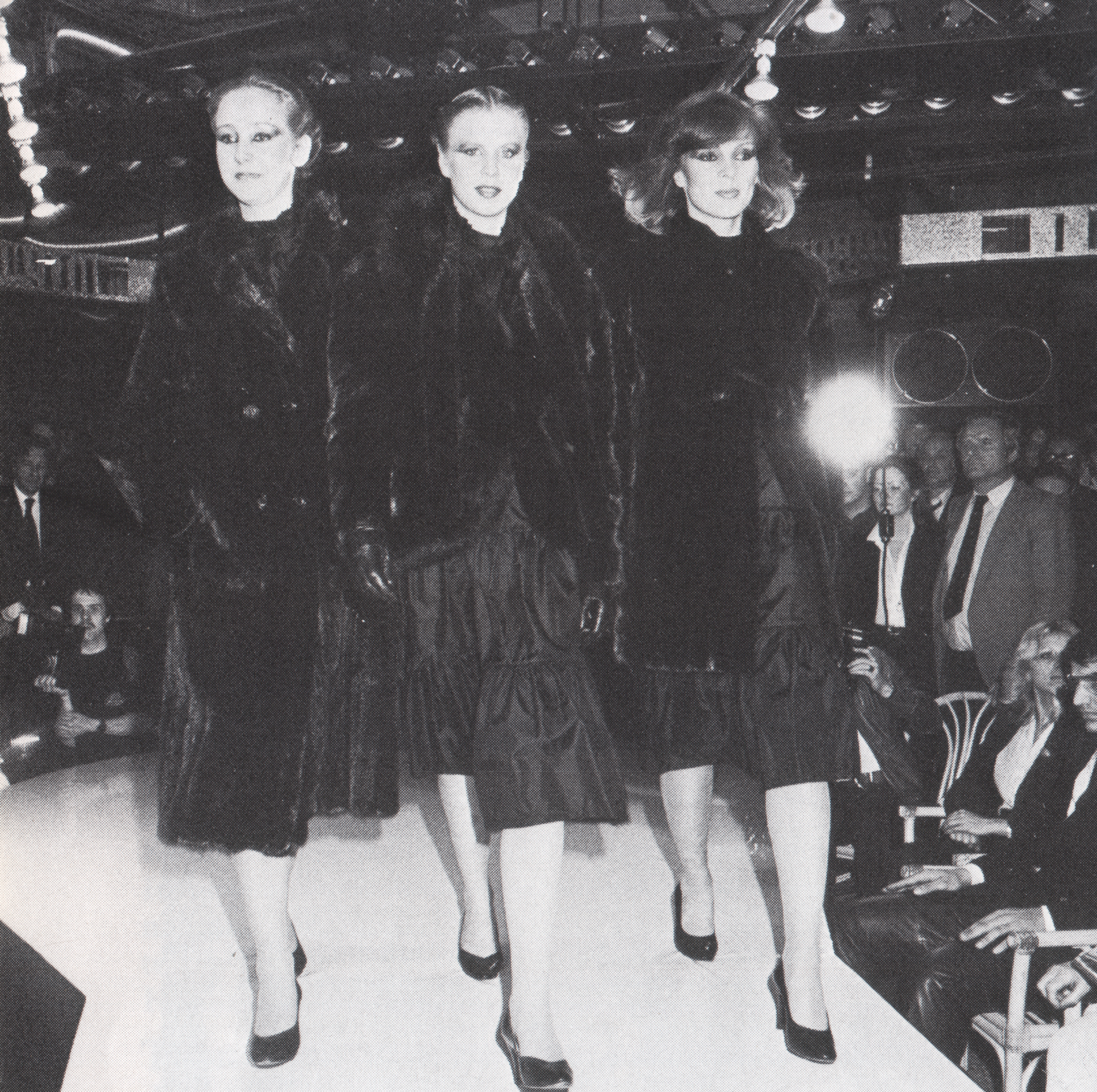
Pelzmodenschau 1981, in der Mitte Tochter Andrea

Dieter Zoern begann seine Karriere als Pelzdesigner mit einer Kürschnerlehre in Wismar. In Hamburg arbeitete er später bereits als Design-Assistent, von einem kleinen Büro am Jungfernstieg aus verkaufte er zusätzlich seine Modellentwürfe. Im Jahr 1968 eröffnete er ein Pelzgeschäft mit Kürschnerei auf den Hamburger Colonnaden 25–27. Die Geschäfts- und Werkstatträume erstreckten sich vom Erdgeschoss bis in die zweite Etage.
Zu seinen Kunden gehörten im Laufe der Jahre die Adenauer-Familie, Star-Tenor Placido Domingo, Pianist Ivo Pogorelich, die Sängerinnen Caterina Valente und Gitte Haenning. 1986 ließ er verlauten, er habe in dem Jahr bereits 22 Zobel verkauft, den teuersten zu 250.000 Mark. Zoern: „Die Zeiten sind wieder unnervig normal. Luxus ist populär.“ Damals beschäftigte das Unternehmen etwa 40 Mitarbeiter. Auch Tochter Andrea, die bereits, seit sie acht Jahre alt war, für ihn modelte, war jetzt im Geschäft tätig.
Im Jahr 1973 erstellte Dieter Zoern etwa zeitgleich mit Jil Sander eine Webpelzkollektion, was für sehr viel Aufregung in der Pelzbranche sorgte. Umso mehr, als im Dezember 1973 im Magazin Der Spiegel ein Artikel erschien, in dem er prophezeite: „[…] schon seit Jahren glaube ich an den Webpelz. Er wird kommen“. Die bei 60 Firmen vorgestellten Synthetikpelze wurden von den Einkäufern „zwar bewundert, aber nicht geordert“. Auch die Jil Sander Kollektion war kein Erfolg, es dauerte noch einige Jahre, bis sich der Kunstpelz am deutschen Markt etablierte. Zoern damals: „Die deutsche Frau hat einen Hang zum Echten“.
Für verschiedene Konfektionsfirmen entwarf Zoern nebenher Pelzkollektionen. Seit etwa 1988 arbeitete er für die Furrytale-Gruppe in Finnland, zur Pelzmesse 1989 als „Zoern Prêt-à-porter“ in einer großen Modenschau mit 280 Modellen, von 20 Mannequins und 10 männlichen Models vorgeführt. Daneben war er auch für andere Industriezweige tätig, wie dem Entwerfen von Tapeten.
Dieter Zoern engagierte sich auch stark innerhalb der Pelzbranche. Er setzte sich Mitte der 1990er Jahre unter anderem auf Modelehrtagungen des Zentralverband des Kürschnerhandwerks dafür ein, seine durch einen Generationenwechsel jetzt jüngeren Kollegen für einen moderneren Pelz zu begeistern. Ein Modekreis um Dieter Zoern begann, Pelze scheren zu lassen und neue, leichte Formen zu kreieren.
Gegen Ende seiner Geschäftstätigkeit zog er in die Hamburger Neue ABC-Straße um. Im März 1988 ließ Zoern nach einer ersten, sogenannten Mahnwache von Pelzgegnern erstmals verlauten, dass er an eine Geschäftsaufgabe denkt.
Die Geschäftstätigkeit wurde zum 31. März 1991 eingestellt.

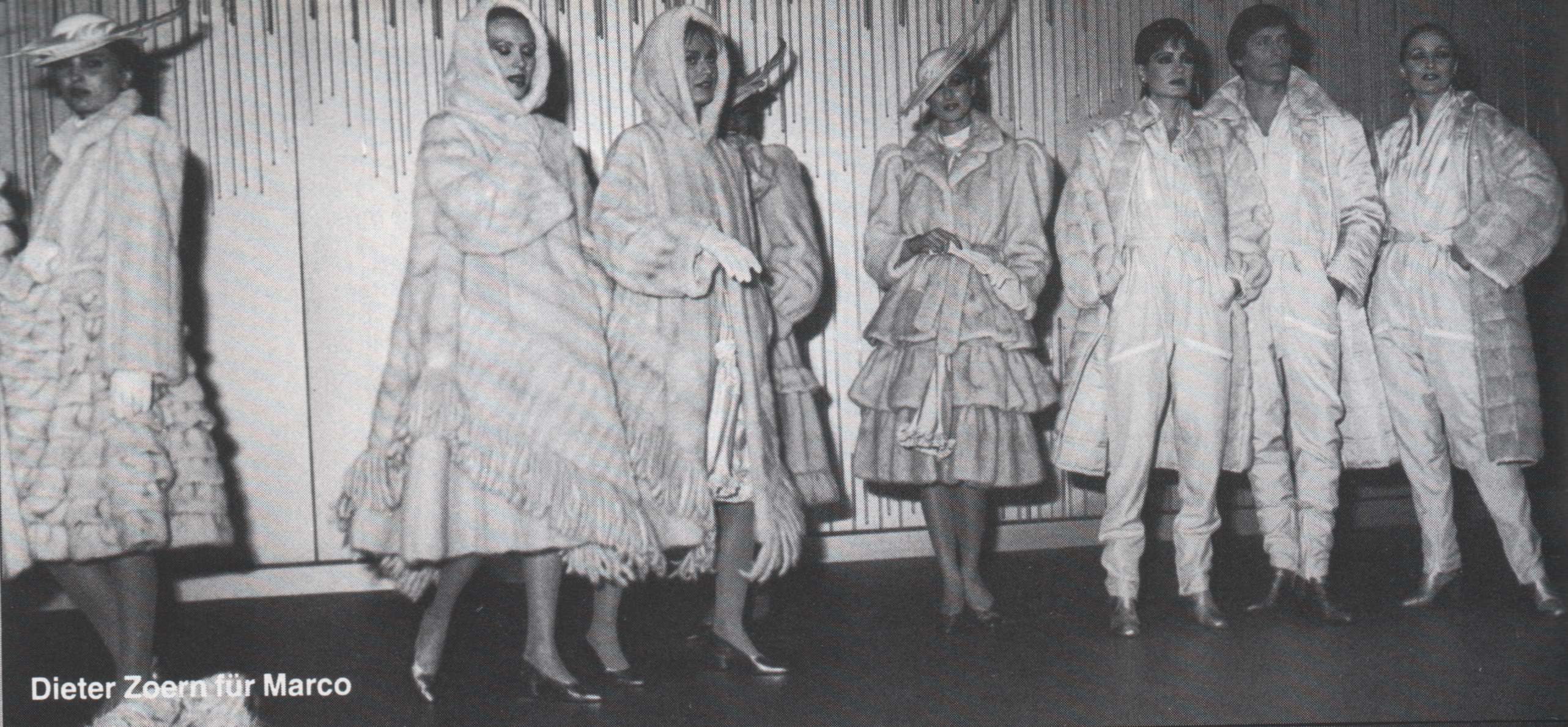
Kollektion Dieter Zoern, für Fränkische Pelzindustrie – „Marco“ (1980)

## Fotograf
Neben seiner Tätigkeit als Pelz-Couturier hatte Dieter Zoern schon in den 1970er Jahren eine Fotoschule besucht. Anfangs fotografierte er seine eigenen Modelle, sehr schnell übernahm er auch Aufträge von Branchenkollegen und -organisationen für deren Werbung. Im Jahr 1986, etwa fünf Jahre vor Aufgabe seines Kürschnerbetriebs erwähnte er bereits gegenüber der Presse, wohl für sich vorausschauend: „Schwarz-weiß-Fotos halten länger als Pelze“.
Nachdem er 1990 sein Geschäft geschlossen hatte, zog er nach Taghazout, ein ehemaliges kleines Fischerdorf in Marokko: „Dort hatte meine Frau 15 Jahre zuvor ein Haus gekauft, nördlich von Agadir, 30 Meter bis zum Strand und 130 Kilometer von der Wüste entfernt“. Er baute das Fischerhaus, eine ehemalige Sardinenräucherei, zu seinem Alterssitz aus. Nachdem er alles fertig eingerichtet hatte überkam ihn die Langeweile. So begann er wieder zu fotografieren „was ihn so faszinierte“, „Gärten und Architektur“. In Marokko erhielt er erste Aufträge für Hotelprospekte und Kataloge.
Doch Zoern behielt auch eine Wohnung in Hamburg, verkleinerte sich von 260 Quadratmeter am Hofweg auf 130 Quadratmeter am Rothenbaum. „Denn hier sind meine Wurzeln, leben meine Freunde, die Kinder und sechs Enkelkinder.“
Für den Bildband Gärten des Orients – Paradiese auf Erden hatte er häufig Schwierigkeiten, die Besitzer dazu zu bewegen, ihre Gärten für Fotozwecke zu öffnen. Lange gezögert hatte auch sein noch berühmterer Kollege, der Modeschöpfer Yves Saint Laurent mit seinem bekannten Majorelle-Garten: „Vielleicht hat es doch ein wenig geholfen, dass wir uns von früher kannten“. Seinen im Oktober 1999 angekündigten Plan, als Nächstes ein Buch über die Karawanserei herauszugeben, scheint er nicht verwirklicht zu haben.
Die letzten Lebensjahre bis zu seinem Tod im Alter von 87 Jahren verbrachte Dieter Zoern in Hamburg, Winterhuder Weg 43. Außerdem hatte er, nachdem er sein Haus in Taghazout verkauft hatte, für ein paar Jahre als ersten Wohnsitz ein Haus in Artà, Mallorca.

## Reminiszenz
Der Schriftsteller Uwe Timm berichtet in seinem 2023 erschienenen Buch Alle meine Geister davon, wie er als Auszubildender in der Hamburger Firma Erich Levermann für drei Monate dem Kürschnergesellen Zoern zugeteilt war, der durch seine extravagante Kleidung auffiel. Laut Timms Erinnerung wurden Entwürfe Zoerns vom modekonservativen Firmeninhaber und dessen Directrice regelmäßig abgelehnt.

## Werke
- Das Kürschnerhandwerk im Umbruch. In: 20 Jahre Bundes-Pelzfachschule – Aufbruch in eine neue Generation. 1988 (→ Inhaltsverzeichnis)
- Gärten des Orients – Paradiese auf Erden. Hrsg. Christa von Hantelmann, DuMont Verlag, Dezember 2002